# Åtvidaberg
Åtvidaberg este un oraș în Suedia.

## Demografie
| \| Evoluția demografică a zonei urbane Åtvidaberg, 1970–2015 \| Evoluția demografică a zonei urbane Åtvidaberg, 1970–2015 \| Evoluția demografică a zonei urbane Åtvidaberg, 1970–2015 \| Evoluția demografică a zonei urbane Åtvidaberg, 1970–2015 \| Evoluția demografică a zonei urbane Åtvidaberg, 1970–2015 \| \| --------------------------------------------------------------------------------------- \| --------------------------------------------------------- \| --------------------------------------------------------- \| --------------------------------------------------------- \| --------------------------------------------------------- \| \| An \| \| \| Locuitori \| \| \| 1970 \| 1970 \| \| 8.385 \| 8.385 \| \| 1975 \| 1975 \| \| 8.436 \| 8.436 \| \| 1980 \| 1980 \| \| 8.240 \| 8.240 \| \| 1990 \| 1990 \| \| 7.845 \| 7.845 \| \| 1995 \| 1995 \| \| 7.620 \| 7.620 \| \| 2000 \| 2000 \| \| 7.066 \| 7.066 \| \| 2005 \| 2005 \| \| 6.947 \| 6.947 \| \| 2010 \| 2010 \| \| 6.859 \| 6.859 \| \| 2015 \| 2015 \| \| 7.014 \| 7.014 \| \| Sursa: SCB - Statistika Centralbyrån, Folkmängden per tätort. Vart femte år 1960 - 2016 \| \| \| \| \| |      |  |           |       |
| Evoluția demografică a zonei urbane Åtvidaberg, 1970–2015 |      |  |           |       |
| An |      |  | Locuitori |       |
| 1970 | 1970 |  | 8.385     | 8.385 |
| 1975 | 1975 |  | 8.436     | 8.436 |
| 1980 | 1980 |  | 8.240     | 8.240 |
| 1990 | 1990 |  | 7.845     | 7.845 |
| 1995 | 1995 |  | 7.620     | 7.620 |
| 2000 | 2000 |  | 7.066     | 7.066 |
| 2005 | 2005 |  | 6.947     | 6.947 |
| 2010 | 2010 |  | 6.859     | 6.859 |
| 2015 | 2015 |  | 7.014     | 7.014 |
| Sursa: SCB - Statistika Centralbyrån, Folkmängden per tätort. Vart femte år 1960 - 2016 |      |  |           |       |